# Затерянный город Z
«Затерянный город Z» (англ. The Lost City of Z) — американская приключенческая историческая драма 2016 года режиссёра Джеймса Грэя, основанная на одноимённой книге Дэвида Гранна. Книга, в свою очередь, основана на реальных событиях, повествующих о британском исследователе Перси Фосетте, который искал древний затерянный город в Амазонии. В главных ролях — Чарли Ханнэм, Том Холланд, Роберт Паттинсон и Сиенна Миллер. Премьера состоялась 15 октября 2016 года на Нью-Йоркском кинофестивале.

## Сюжет
В 1905 году молодой британский офицер Перси Фосетт (Чарли Ханнэм) участвует в охоте на оленей в ирландском поместье в честь приезда эрцгерцога Франца Фердинанда. Умелый всадник и меткий стрелок, он быстро убивает оленя, но его оскорбляют на вечеринке после охоты. Год спустя Фосетт отправляется в Лондон на встречу с должностными лицами Королевского географического общества. Правительства Боливии и Бразилии почти воюют из-за местоположения их общей границы и это напрямую влияет на чрезвычайно прибыльную торговлю каучуком в регионе. Британское правительство попросили провести землемерные расчеты. Фосетт соглашается возглавить группу, чтобы восстановить доброе имя своей семьи. На борту корабля в Бразилию Фосетт встречает капрала Генри Костина (Роберт Паттинсон), который знает тропические леса Амазонии. На большой каучуковой плантации в джунглях, принадлежащей португальскому дворянину барону де Гондоризу, они встречают капрала Артура Мэнли, который говорит им, что британское правительство не советует проводить дальнейшие исследования. Фосетт с несколькими гидами и амазонским разведчиком Таджуи завершает миссию. Таджуи рассказывает Фосетту истории о городе в джунглях, который покрыт золотом и полон людей. Фосетт отвергает такие истории как безумные бредни, но обнаруживает в джунглях очень разбитую глиняную посуду, сделанную по продвинутым технологиям, и несколько маленьких каменных статуй, что убеждает его в правдивости истории Таджуи.
Фосетта хвалят после возвращения. Его жена Нина родила второго сына. В библиотеке Тринити-колледжа Нина обнаруживает текст конкистадора, рассказывающий о городе в глубине амазонских джунглей. Фосетт встречает известного биолога Джеймса Мюррея, который соглашается спонсировать экспедицию Фосетта в Амазонку, чтобы найти то, что Фосетт называет «Затерянным городом Z». Фосетт пытается убедить членов Королевского географического общества поддержать экспедицию, но его публично осмеивают. Тем не менее, Королевское географическое общество поддерживает экспедицию для дальнейшего исследования бассейна Амазонки. Мюррей, не привыкший к суровости глубоких джунглей, значительно замедляет группу. На экспедицию Фосетта нападают во время путешествия по реке. Тем не менее, Фосетт заключает мир с туземцами. Мюррей получает травму ноги, начинается серьезное заражение, и он начинает сходить с ума. Фосетт отправляет его с местным гидом на последнем вьючном животном, чтобы найти помощь. Команда Фосетта вынуждена отказаться от экспедиции, обнаружив, что Мюррей вылил парафин на оставшиеся запасы.
Мюррей выживает и перед советом Королевского географического общества обвиняет Фосетта в том, что он бросил его в джунглях, и требует от него извинений. Фосетт предпочитает уйти из общества, но не извиняться. Первая мировая война разгорается в Европе, и Фосетт отправляется во Францию, чтобы сражаться. Мэнли умирает в окопах в битве на Сомме, а Фосетт временно ослеплен в результате газовой атаки. Джек, старший сын Фосетта (Том Холланд), который давно обвинял Фосетта в том, что он бросил семью, примиряется со своим отцом, когда тот выздоравливает.
В 1923 году Фосетт живет в безвестности в Англии. Интерес Северной Америки к исследованию Амазонки перерос в лихорадку, прежде всего из-за историй Фосетта о потерянном городе. Джон Рокфеллер и консорциум американских газет финансируют новую экспедицию Фосетта. Королевское географическое общество софинансирует экспедицию в последний момент для поддержания британской гордости. Фосетт показывает сэру Джону Скотту Келти компас, сообщая Келти, что если он (Фосетт) найдет потерянный город, компас будет отправлен обратно в Англию. На этот раз Фосетт и его сын собираются отправиться в одиночку, путешествуя налегке вплоть до трех лет, чтобы найти «Z». Фосетт приглашает Костина, но он отказывается. Фосетт и Джек подвергаются нападению со стороны туземцев и убегают, только чтобы снова попасть в засаду. Это второе племя дает Фосетту высказаться, но они озадачены, замечая, что их дух не полностью из их собственного мира, но также не полностью из Амазонки. Они заявляют, что духи Фосеттов «должны находиться» где-то, и они помогут им найти свое законное место. Фосетта и Джека одурманивают во время церемонии и увозят.
Несколько лет спустя Нина Фосетт встречается с Келти в Королевском географическом обществе, утверждая, что она слышала, что Фосетт и Джек все еще живы и живут в племени. Королевское географическое общество, отправившее более ста человек на поиски Фосетта за прошедшие годы, отказывается отправлять еще одну экспедицию. Келти советует Нине смириться со смертью мужа, но она отказывается. Вместо этого Нина открывает сумочку, чтобы дать Келти компас, который Фосетт пообещал отправить, если он найдет потерянный город. Когда Нина уходит, ее отражение в зеркале показывает, как она выходит в то, что похоже на амазонские джунгли.

## В ролях
- Чарли Ханнэм — Перси Фосетт
- Том Холланд — Джек Фосетт
- Роберт Паттинсон — Генри Костин
- Сиенна Миллер — Нина Фосетт
- Ангус Макфадьен — Джеймс Мюррей[англ.]
- Дэниел Хаттлстоун — Брайан Фосетт
- Эдвард Эшли — Артур Мэнли
- Иан Макдермид — сэр Джордж Голди
- Франко Неро — барон де Гондориз
- Гарри Меллинг — Уильям Барклай
- Елена Соловей — мадам Кумель

## Прокат
В Великобритании и Ирландии фильм вышел в прокат 24 марта 2017 года, в Бахрейне, Нидерландах и России — 27 апреля 2017 года, в Дании и Парагвае — 10 августа 2017 года.

## Отзывы
Фильм получил положительные оценки кинокритиков. На сайте Rotten Tomatoes фильм имеет рейтинг 87 % на основе 213 рецензий критиков со средней оценкой 7,3 из 10. На сайте Metacritic фильм получил оценку 78 из 100 на основе 44 рецензий, что соответствует статусу «в основном положительные отзывы».